# John Elffers
John Elffers (Den Haag, 24 december 1943) is een Nederlands organisatieadviseur en voormalig hockeyer.

## Biografie
Elffers kwam in de jaren 60 in totaal 50 keer uit voor de Nederlandse hockeyploeg. Hij maakte deel uit van de selecties die deelnamen aan de Olympische Zomerspelen in 1964 en de Olympische Zomerspelen in 1968. In de Nederlandse competitie speelde Elffers voor HGC uit Wassenaar en SCHC uit Bilthoven. Buiten het hockey was hij partner bij het adviesbureau Andersson Elffers Felix (AEF), dat hij in 1982 samen met Hans Andersson en Peter Felix oprichtte.
Joost Boks · 
Charles Coster van Voorhout · 
John Elffers · 
Frans Fiolet · 
Jan Piet Fokker · 
Jan van Gooswilligen · 
Francis van 't Hooft · 
Arie de Keyzer · 
Leendert Krol · 
Jaap Leemhuis · 
Chris Mijnarends · 
Erik van Rossem · 
Nico Spits · 
Theo Terlingen · 
Jan Veentjer · 
Jaap Voigt · 
Theo van Vroonhoven · 
Frank Zweerts ·
Coach: Piet Bromberg
Joost Boks · 
Aart Brederode · 
Edo Buma · 
Sebo Ebbens · 
John Elffers · 
Jan Piet Fokker · 
Otto ter Haar · 
Gerard Hijlkema · 
Arie de Keyzer · 
Ewald Kist · 
Tippy de Lanoy Meijer · 
Frans Spits · 
Heiko van Staveren · 
Theo Terlingen · 
Kik Thole · 
Theo van Vroonhoven · 
Piet Weemers ·
Coach: Piet Bromberg